# Katarzyna Szeloch
Katarzyna Szeloch (ur. 7 kwietnia 1966 w Lublinie) – polska historyk literatury, filolog, dziennikarka, publicystka, poetka i pisarka.

## Życiorys
Absolwentka I Liceum Ogólnokształcącego w Lublinie oraz Uniwersytetu Marii Curie-Skłodowskiej w Lublinie.
Jest członkiem Związku Literatów Polskich. Opublikowała siedem książek, w tym książkę biograficzną o Marii Kuncewiczowej Kuncewiczówka. Dom ponad czasem, która zyskała pozytywne opinie krytyki polskiej i zagranicznej. Jej wiersze tłumaczone są na język angielski i francuski.
Współpracuje z prasą polską i zagraniczną, m.in. z „Kurierem Lubelskim”, „Przeglądem”, „Wróżką”. Była korespondentką Radia BBC Polska.
Przeprowadziła wywiady z ludźmi kultury, sztuki, mediów i estrady, a także polityki, m.in. z ks. Józefem Tischnerem, Czesławem Miłoszem, Gustawem Herlingiem-Grudzińskim, Williamem Whartonem, Paulo Coelho, Amosem Ozem.

## Życie prywatne
Ma męża. Jest wegetarianką i aktywistką na rzecz praw zwierząt; praktykuje buddyzm zen.

## Twórczość
- 1992: Wiersze
- 1998: Niespełnienia
- 2000: Sztambuch erotyczny
- 2001: Portrety rzeczy ulotnych
- 2003: Błękitny jednorożec
- 2006: Kuncewiczówka. Dom ponad czasem
- 2010: Drugi sztambuch erotyczny